# SERPINB4
SERPINB4 (англ. Serpin family B member 4) – білок, який кодується однойменним геном, розташованим у людей на короткому плечі 18-ї хромосоми. Довжина поліпептидного ланцюга білка становить 390 амінокислот, а молекулярна маса — 44 854.
| 10         |  | 20         |  | 30         |  | 40         |  | 50         |
| ---------- |  | ---------- |  | ---------- |  | ---------- |  | ---------- |
| MNSLSEANTK |  | FMFDLFQQFR |  | KSKENNIFYS |  | PISITSALGM |  | VLLGAKDNTA |
| QQISKVLHFD |  | QVTENTTEKA |  | ATYHVDRSGN |  | VHHQFQKLLT |  | EFNKSTDAYE |
| LKIANKLFGE |  | KTYQFLQEYL |  | DAIKKFYQTS |  | VESTDFANAP |  | EESRKKINSW |
| VESQTNEKIK |  | NLFPDGTIGN |  | DTTLVLVNAI |  | YFKGQWENKF |  | KKENTKEEKF |
| WPNKNTYKSV |  | QMMRQYNSFN |  | FALLEDVQAK |  | VLEIPYKGKD |  | LSMIVLLPNE |
| IDGLQKLEEK |  | LTAEKLMEWT |  | SLQNMRETCV |  | DLHLPRFKME |  | ESYDLKDTLR |
| TMGMVNIFNG |  | DADLSGMTWS |  | HGLSVSKVLH |  | KAFVEVTEEG |  | VEAAAATAVV |
| VVELSSPSTN |  | EEFCCNHPFL |  | FFIRQNKTNS |  | ILFYGRFSSP |  |            |

A: Аланін

C: Цистеїн

D: Аспарагінова кислота

E: Глутамінова кислота

F: Фенілаланін

G: Гліцин

H: Гістидин

I: Ізолейцин

K: Лізин

L: Лейцин

M: Метіонін

N: Аспарагін

P: Пролін

Q: Глутамін

R: Аргінін

S: Серин

T: Треонін

V: Валін

W: Триптофан

Кодований геном білок за функціями належить до інгібіторів протеаз, інгібіторів серинових протеаз. 
Задіяний у такому біологічному процесі, як ацетилювання. 
Локалізований у цитоплазмі.